# Peter Hunter Blair
Peter Hunter Blair (22 de marzo de 1912, Gosforth, Reino Unido-septiembre de 1982) fue un académico inglés e historiador especializado en el periodo anglosajón. En 1969 se casó con la escritora para público infantil Pauline Clarke. Su esposa editó su Anglo-Saxon Northumbria en 1984.
Hunter Blair fue miembro del Emmanuel College y lector en el Departamento de anglosajón, nórdico y celta de la Universidad de Cambridge. Sus trabajos publicados incluyen:
- Jarrow Lectures, ed. (1959). Bede's Ecclesiastical History of the English Nation and Its Importance Today: Jarrow Lecture 1959.
- An Introduction to Anglo-Saxon England, with a new introduction by Simon Keynes (3.ª edición). Cambridge: Cambridge University Press. 2003 [1956]. ISBN 0-521-53777-0.
- Nelson, ed. (1963). Roman Britain and Early England: 55 B.C. – A.D. 871. Norton Library History of England. Edimburgo y Nueva York: W. W. Norton & Company. ISBN 0-351-15318-7. Consultado el 26 de julio de 2016. (requiere registro).
- The Coming of Pout. Nueva York: Little, Brown and Company. 1969.
- Secker & Warburg, ed. (1970). The World of Bede. Londres. ISBN 0-436-05010-2. Consultado el 26 de julio de 2016.
- Northumbria in the Days of Bede. Londres: Victor Gollancz Ltd. 1976. ISBN 0-575-01840-2.